# أنا وقلبي (فلم)
أنا و قلبي هو فيلم سينمائي درامي مصري من إنتاج 1957 إخراج: محمود ذو الفقار و تأليف: أمين يوسف غراب، محمود ذو الفقار وبطولة : عماد حمدي، مريم فخر الدين، يوسف فخر الدين، إلهام زكي، عزيزة حلمي، عدلي كاسب .

## قصة الفيلم
زوجة مريم فخر الدين تشاهد أمها في أحضان زوجها فتصاب بصدمة، وتخرج مسرعة من المنزل فتصدمها سيارة، وتنقل إلى المستشفى، ومع شفائها يعرض عليها الطبيب عماد حمدي العمل بالمستشفى، تقترب من الطبيب فيعرض عليها الزواج فتصاب بصدمة أخرى، ويعلم الطبيب أنها من أسرة ميسورة الحال، ويتصل بشقيقها يوسف فخر الدين الذي تخبره بسرها، فيطلب من زوجها تطليقها فيرفض ويطلبها في بيت الطاعة، وتتوالى الأحداث.

## القصة كاملة
تعود ليلى (مريم فخر الدين) من السفر فجأة وتدخل حجرة نومها فتفاجأ بزوجها حسني (صلاح نظمي) وفي أحضانه امها(عزيزة حلمي)فتخرج مسرعة وورائها امها التي يمسكها حسني فتقاومه فيدفعها فتقع من فوق سلالم الڤيلا وتموت ويشاهد الواقعة من طرف خفي الخادم العجوز احمد(شفيق نور الدين)أما ليلى فتندفع خارج المنزل في حالة هيستيرية من هول الصدمة وتلقي بخاتم الزواج بعيداً وتلقي بنفسها امام أول سيارة بالطريق ولكن السائق يتوقف في اللحظة المناسبة واغمى على ليلى وكان بالسيارة الطبيب محسن(عماد حمدي)و صديقه المطرب مجدي(محمد الموجي) ويأخذها محسن إلى مستشفاه الخاصة لعلاجها. ترفض ليلى الإفصاح عن شخصيتها وتدعي ان اسمها مريم وعندما تتماثل للشفاء يعرض عليها محسن ان تعمل بالمستشفى فتقبل مرحبة وتعرف كل شئ عن محسن من الممرض عمر (عبد المنعم مدبولي) الذي يحب الممرضة فتحيه(الهام زكي)التي تحب بدورها المطرب مجدي صديق محسن. تهتم ليلى بشئون محسن الشخصية وتنشأ بينهم عاطفة حب. كان محسن فيما سبق يسهر مع شلة من الأصدقاء منهم عنايات(هند علام)المتزوجه(عدلي كاسب)ولها العديد من الأحباء منهم مجدي المطرب ويوسف شقيق ليلى(يوسف فخر الدين)وكان مجدي وعنايات دائمي الشجار ويقوم بالصلح بينهم محسن الذي يجهل ان عنايات متزوجه. يحاول محسن التقرب إلى ليلى ويقرر الزواج منها وحينما يظهر لها خاتم الخطبة تصاب بحالة عصبية لتذكرها جريمة زوجها وظن محسن ان السبب هو فارق السن بينهما ولكن ليلى أكدت له أنها تحبه ولا تستطيع ان تتزوجه وطلبت إعفائها من ذكر الأسباب . تصاب عنايات بمغص شديد وتنقل إلى مستشفى الدكتور محسن الذي يجري لها عملية الزائدة الدودية ويأتي لزيارتها زوجها ومجدي ويوسف والأخير عندما رأته ليلى انزعجت وحاولت الاختباء مما لاحظه محسن والذي علم من مجدي عنوان يوسف فذهب إليه لإستطلاع الأمر ومعرفة شخصية مريم وعلم محسن ان اسمها ليلى وهي شقيقة يوسف وأنها هربت مع عشيقها التي رأتها امها في أحضانه وماتت من الصدمة وهو الادعاء الذي اشاعه زوجها ولكن محسن أخبرهم ان ليلى لديه بالمستشفى منذ يوم الحادث وهنا انقلب يوسف شقيق ليلى على حسني زوجها وطلب منه ان يطلقها ولكن حسني الطامع في أموال ليلى رفض تطليقها فطرده يوسف من المنزل.أقام حسني على زوجتة ليلى دعوى طاعة في المحكمة التي حكمت له بالطاعة ورفضت ليلى التنفيذ ولكن حسني احضر قوة من البوليس لتنفيذ الحكم وعندما لم تجد ليلى مفر قررت ان تتناول السم وتموت أهون عليها من العيش مع حسني. حاول الخادم العجوز احمد ان يثني حسني عن عزمة وأخبرة انة يعرف كل شئ عن علاقتة الاثمه بأم ليلى وهي بذلك تكون محرمه عليه شرعاً ولكن حسني رفض توسلات العجوز مما دفعه لإطلاق النار عليه فأرداه قتيلاً وبذلك أصبحت ليلى حرة وتزوجت من محسن كما تزوج مجدي من الممرضة فتحية وقطع يوسف علاقته بالزوجة عنايات.

## طاقم العمل
| - عماد حمدي:الطبيب محسن - مريم فخر الدين:ليلى - يوسف فخر الدين:يوسف - صلاح نظمي: حسني - عزيزة حلمي:أم ليلى ويوسف | - عدلي كاسب:زوج عنايات - هند علام:عنايات - فيفي يوسف - محمد الموجي:المطرب مجدي - حسين قنديل | - صبري عبد العزيز - شفيق نور الدين:الخادم أحمد - عبد المنعم مدبولي ...:الممرض عمر - بدر نوفل:المحامي - إلهام زكي: الممرضة فتحية |

## روابط خارجية
- انا و قلبى على موقع قاعدة بيانات الأفلام العربية